# Uładzimir Jarmoszyn
Uładzimir Wasiljewicz Jarmoszyn, biał. Уладзімір Васільевіч Ярмошын, ros. Владимир Васильевич Ермошин, Władimir Wasiljewicz Jermoszyn (ur. 26 października 1942 w Pronsku) – białoruski inżynier i polityk, w latach 1995–2000 przewodniczący Mińskiego Miejskiego Komitetu Wykonawczego, członek Rady Republiki Zgromadzenia Narodowego Republiki Białorusi I kadencji, w latach 2000–2001 premier Republiki Białorusi.

## Życiorys

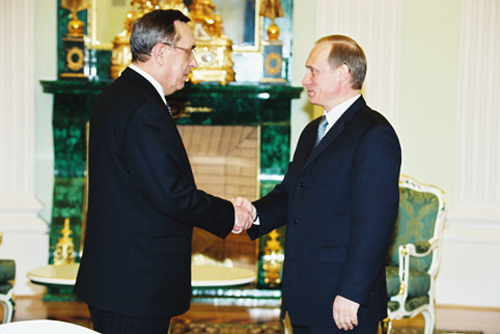
Uładzimir Jarmoszyn i Władimir Putin w Moskwie, 2000 rok

Urodził się 26 października 1942 roku w Pronsku, w obwodzie riazańskim Rosyjskiej FSRR, ZSRR. W latach 1959–1960 pracował jako tokarz w Nowoczerkaskich Zakładach Budowy Elektrowozów w obwodzie rostowskim. W 1964 roku ukończył Nowoczerskaski Instytut Politechniczny, w 1989 roku – Akademię Lotnictwa Cywilnego w Leningradzie. Posiada wykształcenie inżyniera, organizatora produkcji. W latach 1965–1990 pracował jako starszy inżynier, główny mechanik, zastępca dyrektora Mińskiego Zakładu Lotnictwa Cywilnego Nr 407. W 1990 roku był przewodniczącym Październikowego Rejonowego Komitetu Wykonawczego m. Mińska. W latach 1990–1995 pełnił funkcję zastępcy przewodniczącego, I zastępcy przewodniczącego Mińskiego Miejskiego Komitetu Wykonawczego. W momencie ogłoszenia niepodległości Białorusi w sierpniu 1991 roku był zastępcą przewodniczącego Mińskiego Miejskiego Komitetu Wykonawczego i przewodniczącym komitetu ds. gospodarki mieszkaniowej i energetyki. W latach 1995–2000 pracował jako przewodniczący Mińskiego Miejskiego Komitetu Wykonawczego.
13 stycznia 1997 roku został członkiem nowo utworzonej Rady Republiki Zgromadzenia Narodowego Republiki Białorusi I kadencji. Od 22 stycznia pełnił w niej funkcję członka Stałej Komisji ds. Gospodarki, Budżetu i Finansów. Po tragedii na stacji metra Niamiha w Mińsku 30 maja 1999 roku, gdy w ogarniętym paniką tłumie zginęły 53 osoby, podał się do dymisji ze stanowiska przewodniczącego Mińskiego Miejskiego Komitetu Wykonawczego, jednak ta nie została przyjęta przez prezydenta Alaksandra Łukaszenkę. Od 18 lutego 2000 roku był pełniącym obowiązki premiera Republiki Białorusi, a od 14 marca tego samego roku do października 2001 roku pełnił funkcję premiera. Zastąpił go na tym stanowisku Hienadź Nawicki. Po dymisji zajmował się biznesem w Federacji Rosyjskiej. Od 2002 roku pracował jako dyrektor przedstawicielstwa rosyjskiej firmy Mobilnyje TieleSistiemy na Białorusi.

## Życie prywatne
Jest żonaty, ma dwoje dzieci.

## Odznaczenia
- Order „Znak Honoru” (ZSRR);
- trzy medale[1].